# Manuel Ávila Camacho
Manuel Ávila Camacho (Teziutlán, 24 aprile 1897 – Città del Messico, 13 ottobre 1955) è stato un politico e generale messicano, 43º presidente del Messico dal 1º dicembre 1940 al 1º dicembre 1946.
Veterano della rivoluzione messicana, Ávila Camacho era il braccio destro del suo predecessore Lázaro Cárdenas del Río. Dopo aver vinto le elezioni del 1940 divenne il nuovo presidente. È tuttora chiamato dai messicani El Presidente Caballero (Il Presidente Cavaliere) per i suoi metodi. La sua amministrazione segnò un decisivo passo dal governo di stampo militare a quello civile ed essa pose fine all'anticlericalismo della classe politica messicana, invertì il processo di educazione al socialismo nella scuola e stabilì forti relazioni con gli Stati Uniti d'America durante la seconda guerra mondiale.

## Biografia

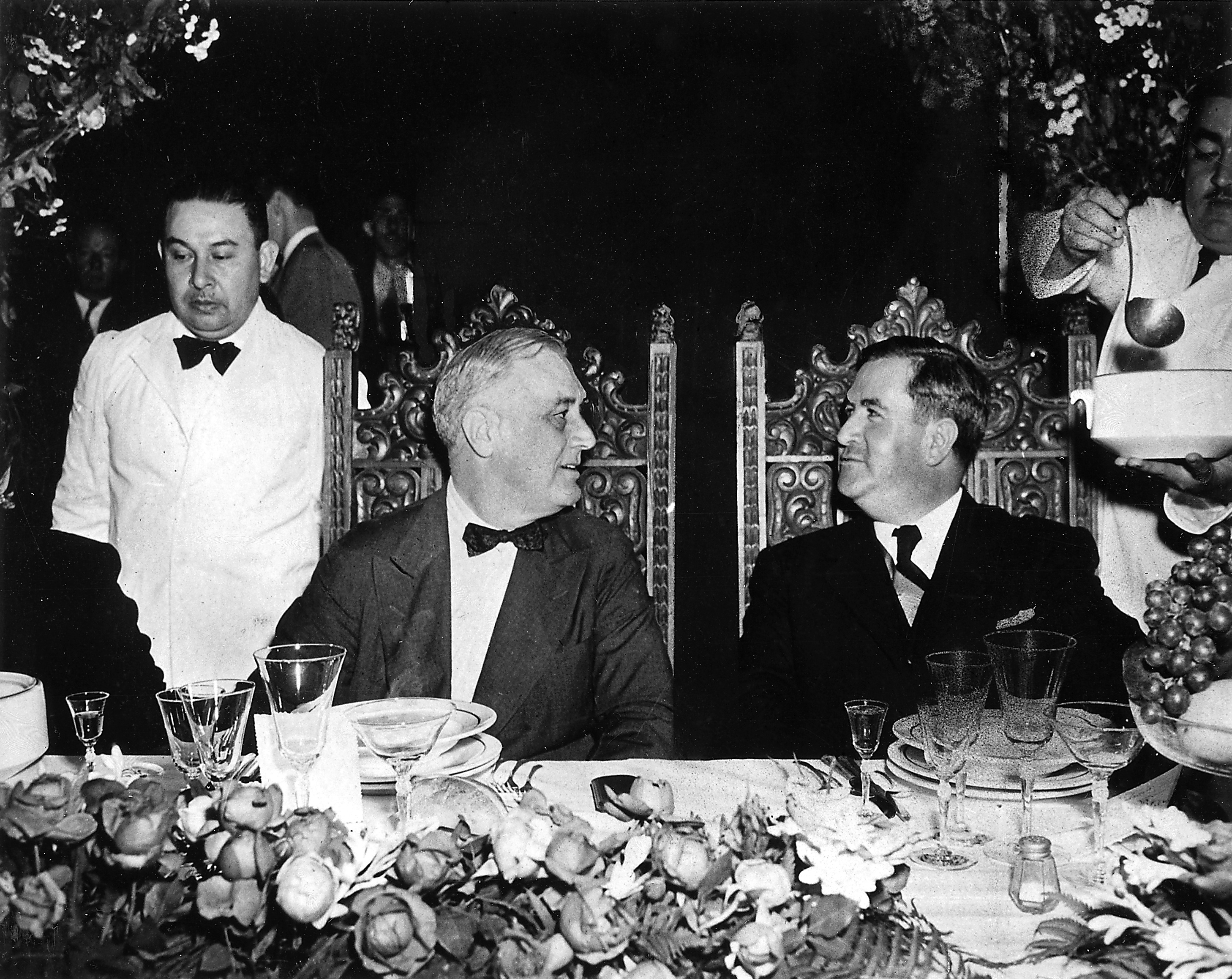
Manuel Ávila Camacho e Franklin Delano Roosevelt a cena a Monterrey nel 1943

Manuel Ávila nacque il 24 aprile 1897 a Teziutlán, una piccola ma economicamente importante città dello stato di Puebla, da genitori della classe media, Manuel Ávila Castillo ed Eufrosina Camacho Bello. Suo fratello maggiore Maximino Ávila Camacho era una personalità più dominante. C'erano molti altri fratelli, tra cui una sorella, María Jovita Ávila Camacho e diversi fratelli. Due dei suoi fratelli, Maximino Ávila Camacho e Rafael Ávila Camacho, servirono come governatori di Puebla. Manuel Ávila Camacho non ricevette un diploma universitario, sebbene avesse studiato alla Scuola Nazionale Preparatoria.

### Inizio della carriera
Si arruolò nell'esercito costituzionalista nel 1914 come secondo tenente per combattere contro la dittatura militare di Victoriano Huerta. Raggiunse il grado di colonnello nel 1920. Quello stesso anno, ricoprì il ruolo di capo di stato maggiore dello stato di Michoacán sotto il giovane Lázaro Cárdenas del Río e divenne suo caro amico. Si oppose alla ribellione del 1923 dell'ex presidente e generale rivoluzionario Adolfo de la Huerta. Nel 1929, combatté sotto il generale Cárdenas contro la ribellione escobarista, l'ultima grave ribellione militare di scontenti generali rivoluzionari, e nello stesso anno raggiunse il grado di generale di brigata. Era sposato con Soledad Orozco García (1904-1996), nata a Zapopan, Jalisco, e membro di una famiglia di spicco di quello stato.
Dopo il suo servizio militare, Ávila entrò in politica nel 1933 come ufficiale esecutivo del Segretariato di Guerra e Marina e divenne il Segretario nel 1936. Nel 1940, fu eletto presidente del Messico, dopo essere stato nominato rappresentante del partito che in seguito divenne il Partito Rivoluzionario Istituzionale.
Camacho vinse le controverse elezioni presidenziali contro il candidato di destra e generale dell'era rivoluzionaria Juan Andreu Almazán.

### Presidenza

#### Fine del conflitto tra chiesa e stato
Camacho era un cattolico devoto e disse: "Io sono un credente". Dalla Rivoluzione, tutti i presidenti fino al 1940 erano stati anticlericali. Durante il mandato di Camacho, il conflitto tra la Chiesa cattolica romana in Messico e lo Stato messicano si concluse in gran parte.

#### Politica interna
A livello nazionale, protesse la classe lavoratrice, creando l'Instituto Mexicano del Seguro Social (IMSS) nel 1943. Lavorò per ridurre l'analfabetismo. Continuò la riforma agraria e dichiarò un congelamento degli affitti a beneficio dei cittadini a basso reddito.
Promosse la riforma elettorale e approvò una nuova legge elettorale nel 1946 che rese difficile per i partiti di opposizione di estrema destra e di estrema sinistra di operare legalmente. La legge stabiliva i seguenti criteri che dovevano essere rispettati da qualsiasi organizzazione politica per essere riconosciuta come partito politico:
- Avere almeno 10 000 membri attivi in 10 stati;
- Esistere almeno tre anni prima delle elezioni;
- Concordare con i principi stabiliti nella Costituzione;
- Non formare alleanze o essere subordinato a organizzazioni internazionali o partiti politici stranieri.
Il 18 gennaio 1946, il Partito della Rivoluzione Messicana (PRM) fu ribattezzato con il nome attuale, Partito Rivoluzionario Istituzionale (PRI). L'esercito messicano era stato un settore del PRM; tale settore fu eliminato dall'organizzazione del PRI.
Economicamente, perseguì l'industrializzazione del paese, che beneficiò solo un piccolo gruppo, e la disuguaglianza di reddito aumentò. La seconda guerra mondiale stimolò l'industria messicana, che crebbe di circa il 10% ogni anno tra il 1940 e il 1945, e le materie prime messicane alimentarono l'industria bellica degli Stati Uniti. In agricoltura, la sua amministrazione invitò la Fondazione Rockefeller a introdurre la tecnologia rivoluzione verde per rafforzare la produttività agricola del Messico.
Nell'istruzione, Camacho invertì la politica di educazione socialista in Messico di Lázaro Cárdenas e abrogò gli emendamenti costituzionali che lo imponevano.

#### Politica estera
Il Messico fornì supporto militare agli Alleati della seconda guerra mondiale, con lo Squadrone aereo 201. Durante il suo mandato, Camacho affrontò la difficoltà di governare durante la guerra. Dopo che due delle navi messicane (Potrero del Llano e Faja de Oro) che trasportavano petrolio furono distrutte dai sottomarini tedeschi nel Golfo del Messico, Camacho dichiarò guerra alle Potenze dell'Asse il 22 maggio 1942. La partecipazione messicana alla seconda guerra mondiale fu principalmente limitata a uno squadrone aviotrasportato, lo Squadrone 201 (Escuadrón 201), per combattere i giapponesi nel Pacifico. Lo squadrone era composto da 300 uomini e, dopo essere stato addestrato in Texas, fu inviato nelle Filippine il 27 marzo 1945. Il 7 giugno 1945 iniziarono le sue missioni e lo squadrone partecipò alla battaglia di Luzon. Alla fine della guerra, 5 soldati messicani avevano perso la vita in combattimento. Tuttavia, con la sua breve partecipazione alla guerra, il Messico apparteneva alle nazioni vittoriose e si era così guadagnato il diritto di partecipare alle conferenze internazionali del dopoguerra.
L'adesione del Messico al conflitto dalla parte degli Alleati migliorò le relazioni con gli Stati Uniti. Il Messico fornì sia materie prime per il conflitto sia 300 000 lavoratori ospiti nell'ambito del Programma Bracero per sostituire alcuni degli statunitensi che erano partiti per combattere in guerra. Il Messico riprese anche le relazioni diplomatiche con il Regno Unito e l'Unione Sovietica, che erano state interrotte durante la presidenza di Lázaro Cárdenas. Nel 1945, il Messico firmò la Carta delle Nazioni Unite e l'anno seguente divenne il quartier generale della Conferenza Interamericana sulla Guerra e la Pace.
Furono così risolti i conflitti con gli Stati Uniti che erano esistiti nei decenni precedenti alla risoluzione del suo mandato presidenziale. Soprattutto nei primi anni della seconda guerra mondiale, le relazioni messicano-statunitensi erano eccellenti. Gli Stati Uniti fornirono al Messico aiuti finanziari per il miglioramento del sistema ferroviario e la costruzione della Strada Panamericana. Inoltre, il debito estero messicano fu ridotto.

### Anni successivi e morte
Quando il suo mandato terminò nel 1946, Camacho si ritirò a vita privata per lavorare nella sua fattoria.
Morì a Città del Messico il 13 ottobre 1955, a 58 anni.